# Sodalis
Genre
Sodalis est un genre de bacilles Gram négatifs de la famille des Pectobacteriaceae. Son nom tiré du latin sodalis (compagnon) fait référence à l'association de l'espèce type avec certaines mouches du genre Glossina (mouches tsé-tsé) dont elle est un endosymbiote.

## Taxonomie
Jusqu'en 2016 ce genre était compté parmi les Enterobacteriaceae auquel il était rattaché sur la base de critères phénotypiques. Depuis la refonte de l'ordre des Enterobacterales en 2016 par Adeolu et al. à l'aide des techniques de phylogénétique moléculaire, il a été déplacé vers la famille des Pectobacteriaceae nouvellement créée.

## Liste d'espèces
Selon la LPSN (27 octobre 2022) :
- Sodalis glossinidius Dale & Maudlin 1999 – espèce type
- Sodalis praecaptivus Chari et al. 2015